# Elecciones estatales de Querétaro de 2009
Las elecciones estatales de Querétaro de 2009 tuvieron lugar el domingo 5 de julio de 2009, en ellas fueron renovados los siguientes cargos de elección popular:
- Gobernador de Querétaro. Titular del poder ejecutivo del estado y electo para un periodo de seis años no renovables en ningún caso. El candidato electo fue José Calzada Rovirosa.
- 18 Ayuntamientos: Compuestos por un Presidente Municipal y regidores, electos para un periodo de tres años no reelegibles de manera inmediata.
- 25 diputados al Congreso del Estado: 15 electos de manera directa por cada uno de los distritos electorales y 10 por un sistema de listas bajo el principio de representación proporcional.

## Candidatos

### Gobernador
Se registró un padrón de 1 millón 154 mil 513 electores, con una participación electoral del 59.22%.
|  | 42.19 % |

|  | 47.44 % |

|  | 1.88 % |

|  | 1.09 % |

|  | 2.20 % |

|  | 1.42 % |

|  | 0.33 % |

|  | 0.00 % |

|  | 3.40 % |

|  | 100.00 % |

### Municipios
Se registró un padrón de 1 millón 154 mil 513 electores, con una participación electoral del 52.77%.
|  | 42.76 % |

|  | 10.21 % |

|  | 27.77 % |

|  | 2.67 % |

|  | 2.24 % |

|  | 4.79 % |

|  | 4.13 % |

|  | 0.31 % |

|  | 0.84 % |

|  | 0.00 % |

|  | 4.22 % |

|  | 100.00 % |

#### Municipio de Querétaro
- Francisco Domínguez Servién  Hecho

Jaime Escobedo Rodríguez "perdedor"

#### Municipio de San Juan del Río
- Gustavo Nieto Chávez PRI--- GANADOR
- Guillermo Vega Guerrero PAN

## Elecciones internas de los partidos políticos

### Partido Acción Nacional
El primer aspirante a la candidatura del PAN a gobernador del estado —que de triunfar retendría la gubernatura por tercer periodo consecutivo para su partido— en manifestar públicamente su interés fue el alcalde de San Juan del Río, Jorge Rivadeneyra Díaz, el 11 de marzo de 2009; el 24 de marzo del mismo año, el alcalce de la capital del estado, Santiago de Querétaro, Manuel González Valle, solicitó licencia definitiva a su cargo, tras lo que anunció su intención de también postularse a la candidatura de su partido a la gubernatura.
La elección interna del PAN se celebró el día 19 de abril, teniendo los siguientes resultados:
|  | 55.73 % |

|  | 10.29 % |

|  | 33.97 % |

### Partido Revolucionario Institucional
El expresidente estatal del PRI, Jesús Rodríguez Hernández ha sido el primer miembro de su partido en anunciar su postulación como precandidato de su partido a Gobernador del Estado.
El 8 de octubre de 2008, el senador José Calzada Rovirosa manifestó a los medios su aspiración a ser candidato del PRI a la Gubernatura de Quéretaro; solicitando en consecuencia licencia como senador el 17 de marzo de 2009 y haciéndose efectiva el día 19, tras recibir el apoyo de la Confederación de Trabajadores de México en el estado para su aspiración.
El 20 de marzo el PRI definió que su método de elección del candidato a la gubernatura será la Convención de Delegados.

### Partido del Trabajo
Maestro Francisco Núñez Montes Candidato Ciudadano a Gobernador, del Estado de Querétaro.

### Partido Verde Ecologista de México
El PVEM presentó como su precandidata a la gubernatura a Adriana Oviedo Jiménez.

### Convergencia
Convergencia ha anunciado que su candidato a gobernador será el exmilitante panista Ramón Lorence Hernández.